# Бондаренко Олександр Вікторович
Олекса́ндр Ві́кторович Бондаре́нко (11 липня 1960, Київ, УРСР, СРСР — 29 січня 2013, Київ, Україна) — український актор театру, кіно та дубляжу. Народний артист України (2010), лауреат Державної премії України імені Олександра Довженка (1998).

## Біографія
Народився 11 липня 1960 року у Києві. В юності займався легкою атлетикою.
У 1983 році закінчив Київський інститут театрального мистецтва ім. Карпенка-Карого (майстерня Ірини Молостової та Анатолія Скибенка).
З грудня 1984 року працював у Театрі російської драми імені Лесі Українки.
Знімався в кіно й серіалах. Актор різних амплуа, виконував гострохарактерні ролі. Мав оперний голос. З дружиною Надією брав участь в Конкурсі акторської пісні імені Андрія Миронова — пара неодноразово ставала його лавреатами.

Могила Олександра Бондаренка, Берковецьке кладовище

Помер від тромбоемболії 29 січня 2013 року на 53-му році життя на сцені Театру російської драми імені Лесі Українки під час вистави «1001 пристрасть, або дрібниці життя» (за мотивами оповідання Чехова). Актор читав довгий монолог, тримаючи в руці згорток, що імітував немовля, і знепритомнів. Поки їхала швидка, колеги Бондаренка намагалися робити йому масаж серця.
Прощання з актором пройшло 31 січня 2013 року в Театрі російської драми імені Лесі Українки. Похований на Берковецькому кладовищі разом з батьком.

### Родина
Дружина — актриса театру та кіно, народна артистка України Надія Кондратовська (нар. 1951). Син — Назар, IT-спеціаліст (нар. 1995).

## Вшанування пам'яті
- Олександру Бондаренку присвячений один із випусків програми «Спогади» на телеканалі UA:Перший (2015)[8].

## Фільмографія
- 1974 — «Йду своїм курсом» (епізод)
- 1985 — «Матрос Железняк» (робітник судноремонтного заводу)
- 1985 — «Подвиг Одеси» (Жора Коляда)
- 1987 — «Циганка Аза» (Пилип — головна роль)
- 1992 — «На початку було слово» (фільм-вистава; Карп)
- 1992 — «Цвітіння кульбаби» (Федосійович)
- 1992 — «Ціна голови»
- 1993 — «Вперед, за скарбами гетьмана!» (Іван — головна роль)
- 1993 — «Сад Гефсіманський» (співробітник НКВС)
- 1994 — «Викуп» (епізод)
- 1995 — «Москаль-чарівник» (Михайло)
- 1997 — «Принцеса на бобах» (приятель Люди з мегафоном)
- 2000 — «Чорна рада» (Яким Сомко, гетьман — головна роль)
- 2002 — «Лялька» (Асхад Атуєв)
- 2003 — «За двома зайцями» (директор ринку)
- 2003 — «Роксолана-3. Володарка імперії»
- 2004 — «Небо в горошок» (Льовочкін)
- 2004 — «Дванадцять стільців» (купець, учасник таємної спілки)
- 2005 — «Непрямі докази» (Лавров)
- 2006 — «А життя продовжується» (чоловік у потягу)
- 2006 — «Зоряні канікули» (Жовтий, іншопланетянин)
- 2006 — «Театр приречених» (Костянтин Костенко, актор театру, який грає Кнурова)
- 2007 — «Тримай мене міцніше» (епізод)
- 2007 — «Кольє для снігової баби» (Петро)
- 2007 — «Чужі таємниці» (епізод)
- 2007 — «Запорожець за Дунаєм» (епізод)
- 2007 — «Ворог номер один» (Федір Іванович)
- 2007 — «Мільйон від Діда Мороза»
- 2008 — «За все тобі дякую-3» (епізод)
- 2008 — «Червоний лотос» (Іван Романович Рижаков, прокурор міста)
- 2008 — «Почати спочатку. Марта» (епізод)
- 2008 — «Тринадцять місяців» (В'ячеслав Борисович)
- 2009 — «Як козаки…» (епізод)
- 2009 — «Викрадення Богині» (Андрій Михайлович, продюсер телеканалу)
- 2009 — «Територія краси» (епізод)
- 2010 — «Непрухи» (Славик-бочка)
- 2010 — «Маршрут милосердя» (94-та серія)
- 2011 — «Повернення Мухтара-7» (20-а серія — «Африканська колекція»; Макар)
- 2012 — «Мрії з пластиліну» (Павло Єгорович)
- 2012 — «Порох та дріб» (Фільм № 10 — «Розплата, що затягнулась»; Віктор Олексійович Радімцев, директор фірми «Еватон»)
- 2012—2013 — «Свати-6» (Ніколай, таксист)
- 2013 — «Шулер» (Іван Григорович, цеховик)

## Дублювання та озвучення українською
- ВОЛЛ-І — Капітан (дубляж, Невафільм Україна)
- Австралія — Калаген (дубляж, Невафільм Україна)
- 2012 — Юрій (дубляж, Невафільм Україна)
- 12 раундів — Віллі (дубляж, Невафільм Україна)
- Термінатор: Спасіння прийде — (дубляж, Невафільм Україна)
- Пірати карибського моря (3—4 частини) — (дубляж, Невафільм Україна\Le Doyen)
- Ранго — Флан (дубляж, Le Doyen)
- Вінні Пух — Сова (дубляж, Le Doyen)
- Принцеса і жаба — Татусь Лябуф (дубляж, Le Doyen)
- Історія іграшок 3 — Ріжок (дубляж, Le Doyen)
- Історія іграшок: Відпочинок на Гаваях — Ріжок (дубляж, Le Doyen)
- Білосніжка та семеро гномів — Апчхик (дубляж, Le Doyen)
- Чіп і Дейл: Бурундучки-рятівнички — Плато (дубляж, Le Doyen)
- Клуб Міккі Мауса — Велетень (дубляж, Le Doyen)
- Король Лев: Тімон і Пумба — (дубляж, Le Doyen)
- Тарзан — (дубляж, Le Doyen)
- Нікчемний я — (дубляж, Le Doyen)
- Різдвяна історія — (дубляж, Le Doyen)
- Диктатор — (дубляж, Le Doyen)
- Клони — (дубляж, Le Doyen)
- Училка — (дубляж, Le Doyen)
- Мій пацан — (дубляж, Le Doyen)
- Освідчення — (дубляж, Le Doyen)
- Учень чаклуна — (дубляж, Le Doyen)
- Справжня мужність — (дубляж, Le Doyen)
- G.I. Joe: Атака кобри — (дубляж, Le Doyen)
- Як обікрасти хмарочос — (дубляж, Le Doyen)
- Полювання на колишню — Сід (дубляж, Le Doyen)
- Маппет-шоу — Дядько Гнилень (дубляж, Le Doyen)
- Зізнання шопоголіка — Грегем (дубляж, Le Doyen)
- 007: Координати «Скайфолл» — Кінкейд (дубляж, Le Doyen)
- Місія неможлива: Протокол Фантом — (дубляж, Le Doyen)
- Агент Джонні Інгліш: Перезапуск — (дубляж, Le Doyen)
- Супер 8 — Доктор Томас Вудворд (дубляж, Le Doyen)
- Прибулець Павло — Мойсей Багс (дубляж, Le Doyen)
- Люди в чорному 3 — Другий полісмен (дубляж, Le Doyen)
- Хоббіт: Несподівана подорож — Верховний гоблін (дубляж, Постмодерн)
- Брудна кампанія за чесні вибори — (дубляж, Постмодерн)
- Люди Ікс: Перший клас — (дубляж, Постмодерн)
- Зелений ліхтар — (дубляж, Постмодерн)
- Любов: Інструкція використання — (дубляж, AAA-Sound)
- Король говорить — (дубляж, AAA-Sound)
- Суперкнига — (дубляж, ТРК Еммануїл)
- Пригоди Спанкі — (дубляж, ТРК Еммануїл)
- Велика книга — (дубляж, ТРК Еммануїл)
- Зелений ніс — (дубляж, ТРК Еммануїл)
- Найкращий подарунок — (дубляж, ТРК Еммануїл)
- Заклинателька акул — (кінотеатральний дубляж)

## Дублювання та озвучення російською
- Лікар Айболить — (російське озвучення, Київнаукфільм)
- Пригоди Спанкі — (російський дубляж, ТРК Еммануїл)
- Велика книга — (російський дубляж, ТРК Еммануїл)
- Зелений ніс — (російський дубляж, ТРК Еммануїл)
- Найкращий подарунок — (російський дубляж, ТРК Еммануїл)
- Пригоди бравого вояка Швейка — (російський дубляж, Tretyakoff Production)
- Острів скарбів (радіовистава) — (російське озвучення)